# Macaca munzala
Macaca munzala (Макака аруначальський) — вид приматів з роду Макака (Macaca) родини Мавпові (Cercopithecidae). Munzala — це назва виду мовою народності Монпа й перекладається як "мавпа глухого лісу". 

## Опис
Його хутро дуже товсте темно-жовте змішане з темно-коричневим або чорним кольором на спині з більш земними відтінкіми влітку і сірим відтінком взимку. Груди і живіт від білого до кремового кольору. 

## Поширення
Цей вид зустрічається на великих висотах у західній Аруначал-Прадеш на північному сході Індії. Типова місцевість називається Земітанг (27°42' пн.ш., 91°43' східної довготи, на 2180 м). Цей вид є в основному наземним і був помічений у цілому ряді середовищ існування, в тому числі: деградовані широколистяні ліси, деградовані відкриті чагарникові ліси, сільськогосподарські райони, первинні дубові ліси і первинні хвойні ліси. Цей вид перебуває на висотах від 2000 до 3500 м. Порівняно терпимий до людей, і час від часу був записаний поруч з селами і с.г. культурами.

## Поведінка
Розмір груп від 5 до 34 осіб, в середньому 12 на групу.

## Загрози та охорона
Цих тварин інколи вбивають в помсту за пошкодження сільськогосподарських культур. Існує не так багато втрат середовища існування в межах ареалу виду.